# Parafia św. Symeona w Dreźnie
Parafia św. Symeona – parafia prawosławna w Dreźnie, należąca do eparchii berlińskiej i niemieckiej Rosyjskiego Kościoła Prawosławnego. Istnieje od 1874 i należy do najdłużej działających (z przerwą w okresie I wojny światowej) parafii rosyjskich w Niemczech. 